# Harold Tejada
Harold Tejada (Pitalito, Huila, 27 de abril de 1997) es un ciclista profesional colombiano. Desde 2020 corre para el equipo kazajo XDS Astana Team de categoría UCI WorldTeam.

## Trayectoria
Debutó como amateur en 2016 con el equipo Orgullo Paisa, en sus inicios este ciclista laboyano desarrolló una destacada participación en la Vuelta a la Juventud y en otras carreras del calendario nacional. Más adelante el huilense, quien halló en Antioquia apoyo para salir adelante en su deporte como ciclista logró en Villavicencio su victoria más destacada hasta el momento en las filas del Team Medellín, logrando imponerse la medalla de oro en el Campeonato Nacional de Ruta sub-23 de 2019 en las pruebas de contrarreloj y ruta.Alcanzó una nueva victoria en la séptima etapa del Tour del Porvenir con final en La Giettaz.
El equipo Astana de categoría UCI ProTeam oficializó la contratación del ciclista colombiano a partir de enero de 2020 y por las siguientes 2 temporadas. Compitió por primera vez con el nuevo equipo en la Vuelta a Algarve 2020, terminó las cinco etapas y finalizó en el puesto 23 de la general. Debutó en el Tour de Francia 2020 como gregario de su compatriota Miguel Ángel López, obtuvo su mejor resultado en la etapa quince con final en el Grand Colombier alto de categoría especial, cruzando la meta en el puesto 15. Finalizó las 21 fracciones con éxito en París y alcanzó el puesto 45 de la general.

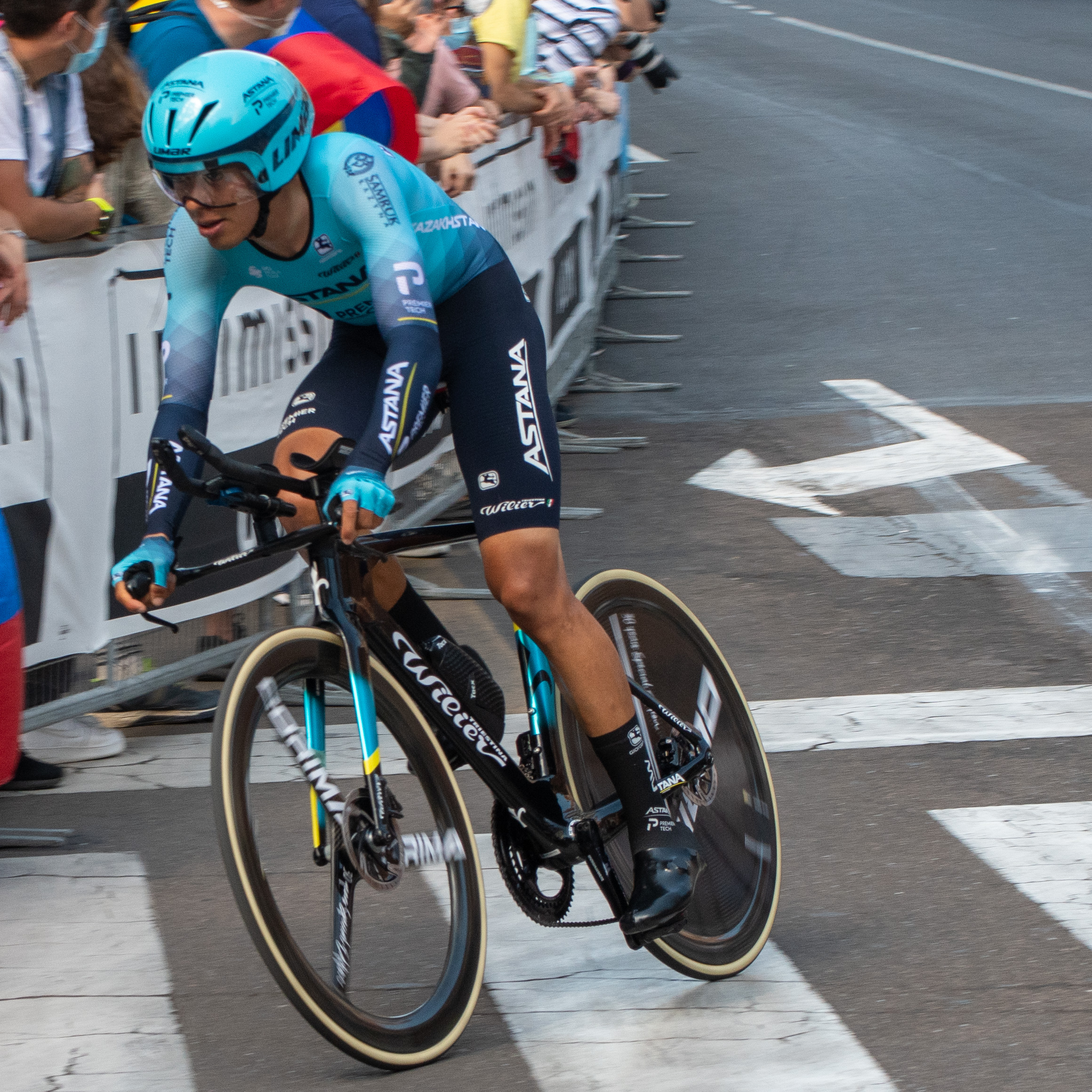
Harold Tejada (51465753421)

Inició la preparación de la temporada 2021 compitiendo en el Tour la Provence, terminó las cuatro etapas y se ubicó en la posición 37. Continuó con la Volta a Cataluña, ubicándose en el puesto 51 de la general, al cumplirse la séptima y última jornada. Debutó en el Giro de Italia como gregario del ruso Aleksandr Vlasov que tras su llegada a Roma finalizó en el cuarto puesto de la general; Harold a su vez, alcanzaría la casilla 36. Ya en 2022 participó de la Vuelta a Andalucía, alcanzando sus mejores ubicaciones en las etapas dos y cuatro, ambas cruzando la meta en el puesto 13, y terminó decimosegundo en la general. Completó las seis jornadas del Tour de Romandía y fue el segundo mejor colombiano de la carrera en el vigésimo lugar. Regresó al Giro de Italia, donde se destacó por su desempeño en la última etapa de contrarreloj de 17,4 kilómetros en Verona, el corredor del Astana cerró su participación en la edición 105.ª en la casilla 56. En la contrarreloj individual de la sexta fracción del Tour de Polonia registro un tiempo de 18'22" y alcanzó el puesto 13 de la etapa y 14 en la general. Hizo su debut en la Vuelta a España 2022 como gregario de Miguel Ángel López, sus posiciones más destacadas las obtuvo en la etapa 1 de contrarreloj por equipos con el puesto 11 y en la 19 con el puesto 18 en Talavera de la Reina, tras su llegada a Madrid cerró en la casilla 65.

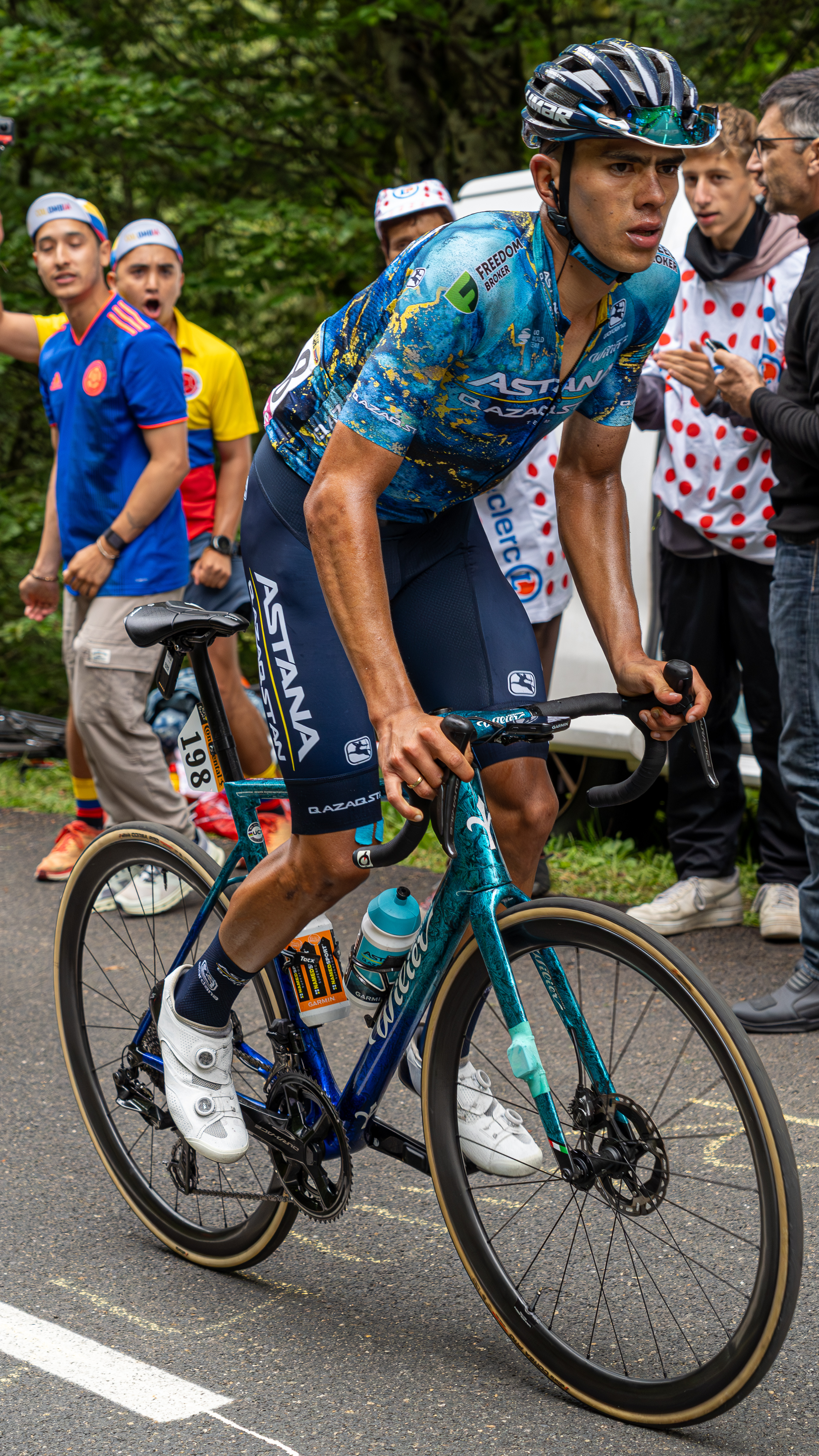
HAROLD ALFONSO TEJADA CANACUE

La primera competencia de 2023 se desarrolló en la Vuelta a San Juan, en la etapa inicial con final en esprint masivo cruzó la meta en el puesto 13. Completó las siete etapas y se ubicó en la posición 18.ª de la general a 2'16" del campeón. Terminó en el puesto 20 de la clasificación general del Tour de Omán. Como parte de la preparación para el Tour de Francia, este fue su calendario: UAE Tour, mejor ubicación etapa 2 con noveno lugar, terminó en el puesto 41 de la general. Debió abandonar la Volta a Cataluña antes del inicio de la séptima fracción, debido a enfermedad. Finalizó en el puesto 21 del Tour de Romandía, tuvo una notable presentación en la etapa tres de contrarreloj individual de 18,75 kilómetros de recorrido, donde se clasificó en la casilla 14 con un tiempo de 25'48". En el mes de junio, en el marco de la Vuelta a Suiza destaca su desempeño en la cuarta etapa de 152,5 kilómetros con final en Leukerbad donde cruzó la meta en el puesto 9. Al completar la octava y última etapa lograría meterse en el top-10 de la general.
Luego de dos años de ausencia, regresó al Tour de Francia, donde fue notable su actuación en la decimotercera etapa de 137,8 kilómetros con final en Grand Colombier, al cruzar la meta en la octava posición. Fue el mejor colombiano en la contrarreloj individual de la decimosexta etapa de 22,4 kilómetros de recorrido con un tiempo de 36'52" y final en Combloux, alcanzando el puesto 22 de la jornada. El corredor del Astana llegó a los Campos Elíseos y cerró su participación en el puesto 34 de la clasificación general de la edición 110. Compitió en el Campeonato Mundial de Contrarreloj celebrado en Glasgow y se ubicó en el puesto 35 a 4'11" del campeón. Fue el mejor colombiano en el Giro de Emilia, ocupando la posición 26 a 1'33" del líder, el esloveno Primož Roglič. Obtuvo el tercer puesto del podio, en la clasificación general en el Tour de Turquía 2023, competencia que ganaría su compañero de equipo Alexey Lutsenko. Culminó la temporada 2023 con la clásica Giro del Piemonte de 152 kilómetros cruzando la meta en el puesto 8 a 00:16" del vencedor Andrea Bagioli.
Su presencia en el Tour de Francia 2024, tuvo 2 etapas destacables, etapa 2 arribó en quinto lugar y etapa 21 ingresó en el puesto 10, esta última, en la modalidad Contrarreloj Individual. Su tiempo en la prueba, le permitió sentarse en la "silla caliente", por más de 2 horas. Finalizaría la competencia en el puesto 74 de la clasificación general. Se destacó como el mejor colombiano en la prueba de ruta Elite de Zúrich 2024, al finalizar en el puesto 40 de la clasificación general. 

## Palmarés

### Pista
2015
- Campeonato Panamericano de Ciclismo
  - Medalla de Oro en Persecución por Equipos Júnior 
  - Medalla de Plata en Ómnium Júnior

### Ruta
2013
- 2.º en el Campeonato de Colombia Contrarreloj Júnior

2014
- 1 etapa de la Vuelta del Porvenir

2019
- Campeonato de Colombia Contrarreloj sub-23
- Campeonato de Colombia de Ciclismo en Ruta sub-23
- 1 etapa del Tour del Porvenir

2024
- 1 etapa del Tour Colombia

## Resultados

### Grandes Vueltas y Campeonatos del Mundo
Durante su carrera deportiva ha conseguido los siguientes puestos en las Grandes Vueltas y en los Campeonatos del Mundo:
| Carrera              | Carrera              | 2019 | 2020 | 2021 | 2022 | 2023 | 2024 | 2025 |
| -------------------- | -------------------- | ---- | ---- | ---- | ---- | ---- | ---- | ---- |
|                      | Giro de Italia       | —    | —    | 36.º | 56.º | —    | —    | —    |
|                      | Tour de Francia      | —    | 45.º | —    | —    | 34.º | 74.º | 44.º |
|                      | Vuelta a España      | —    | —    | —    | 65.º | —    | 40.º |      |
| Mundial en Ruta      | Mundial en Ruta      | —    | Ab.  | —    | Ab.  | Ab.  | 40.º |      |
| Mundial Contrarreloj | Mundial Contrarreloj | —    | —    | —    | —    | 35.º | —    |      |

—: no participa

Ab.: abandono

### Vueltas menores
| Carrera | Carrera                | 2019 | 2020 | 2021 | 2022 | 2023 | 2024 | 2025 |
| ------- | ---------------------- | ---- | ---- | ---- | ---- | ---- | ---- | ---- |
|         | París-Niza             | —    | —    | —    | —    | —    | 16.º | 8.º  |
|         | Tirreno-Adriático      | —    | —    | —    | Ab.  | —    | —    | —    |
|         | Volta a Cataluña       | —    | X    | 51.º | —    | Ab.  | 70.º | —    |
|         | Vuelta al País Vasco   | —    | X    | —    | —    | —    | —    | 21.º |
|         | Tour de Romandía       | —    | X    | —    | 20.º | 21.º | 34.º | 14.º |
|         | Critérium del Dauphiné | —    | —    | —    | —    | —    | Ab.  | Ab.  |
|         | Vuelta a Suiza         | —    | X    | —    | —    | 10.º | —    |      |
|         | Tour de Polonia        | —    | —    | —    | 14.º | —    | —    |      |

—: no participa

Ab.: abandono

## Equipos
- Orgullo Paisa (2016)
- EPM (2017-2018)
- Team Medellín[42][43] (2019)
- Astana (2020-)
  - Astana Pro Team (2020)
  - Astana-Premier Tech (2021)
  - Astana Qazaqstan Team (2022-2024)
  - XDS Astana Team (2025-)